# Гибель 12 детей в Баня-Луке
Гибель 12 детей в Баня-Луке (серб. Смрт 12 бањалучких беба) — серия смертей новорожденных детей в роддоме Баня-Луки в мае-июне 1992 года. Тогда в отделении интенсивной терапии в роддоме Баня-Луки дети умирали из-за нехватки кислорода, что было связано с блокадой этой части Республики Сербской мусульмано-хорватскими войсками. Врачи получили промышленный кислород от армии, но он не смог исправить ситуацию.
Администрация города и медики через СМИ и дипломатические каналы сообщали о ситуации, с ней был ознакомлен и ЮНИСЕФ. Однако самолёт с кислородом, на протяжении нескольких дней готовый к вылету в аэропорту Белграда, так и не получил разрешения на перелёт от миротворческих сил, контролировавших воздушное пространство над Сербской Краиной и Боснией и Герцеговиной.
Ситуация с детьми, а также общая нехватка продовольствия и лекарств стали побуждать армии краинских и боснийских сербов провести крупную наступательную операцию по прорыву блокады. Операция получила название «Коридор», неофициально была названа «Коридор жизни». Спустя семь дней после смерти двенадцатого ребёнка блокада была прорвана сербскими войсками в районе города Брчко.
Двое детей смогли выжить:
- Сладжана Кобас (18 июня 1992 — 9 февраля 2006). В результате нехватки кислорода была нарушена деятельность мозга и лёгких. Умерла от рака костей.
- Марко Медакович (род. 21 июня 1992). Находился без кислорода около 10 минут. Остался парализован.

23 декабря 2008 года в Баня-Луке был открыт памятник погибшим детям работы Майи Милич-Алексич.